# Iranische Staatsbürgerschaft

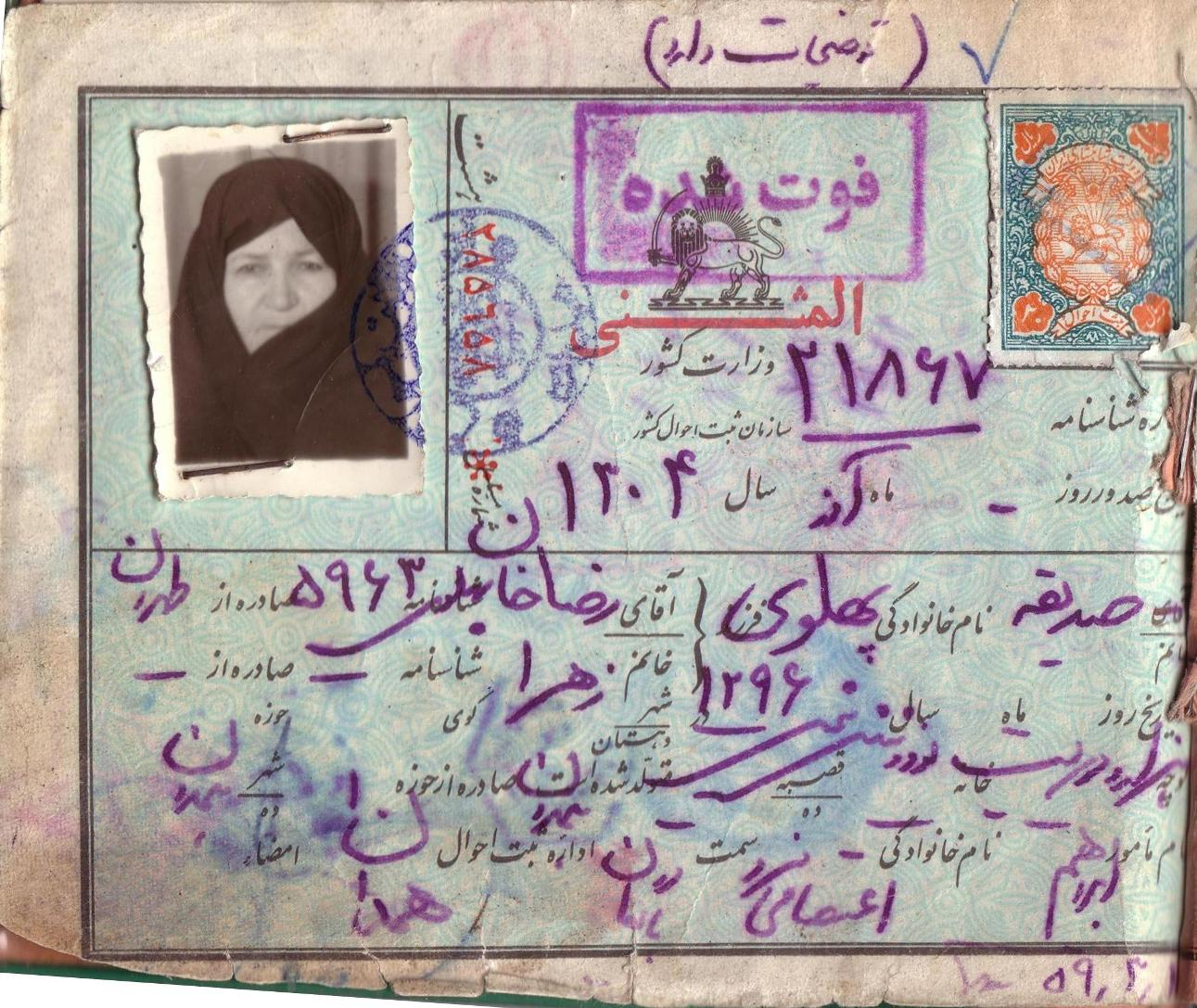
Das Ausweispapier Shenasnameh gilt seit 1918/25 als Nachweisinstrument der Staatsangehörigkeit.

Die iranische Staatsbürgerschaft ist die rechtliche Zugehörigkeit einer natürlichen Person zum Staat Iran.
Von Bedeutung wurden Fragen der Staatsangehörigkeit erst im modernen Persien, das mit der Kadscharen-Dynastie 1794 begann, deren Souveränität aber durch die Kapitulationen von 1708 bis 1928 eingeschränkt blieben, und unter den Pahlavis ab 1925 fortgesetzt wurde, die das Reich 1935 in Iran umbenannten. Den Beginn eines Rechtsstaates kann man festlegen auf den Erlass der Verfassung (persisch qānūn-e asāsī) 1906, die sich an den Vorbildern derer Belgiens und Bulgariens (1879) orientierte.

## Historisches

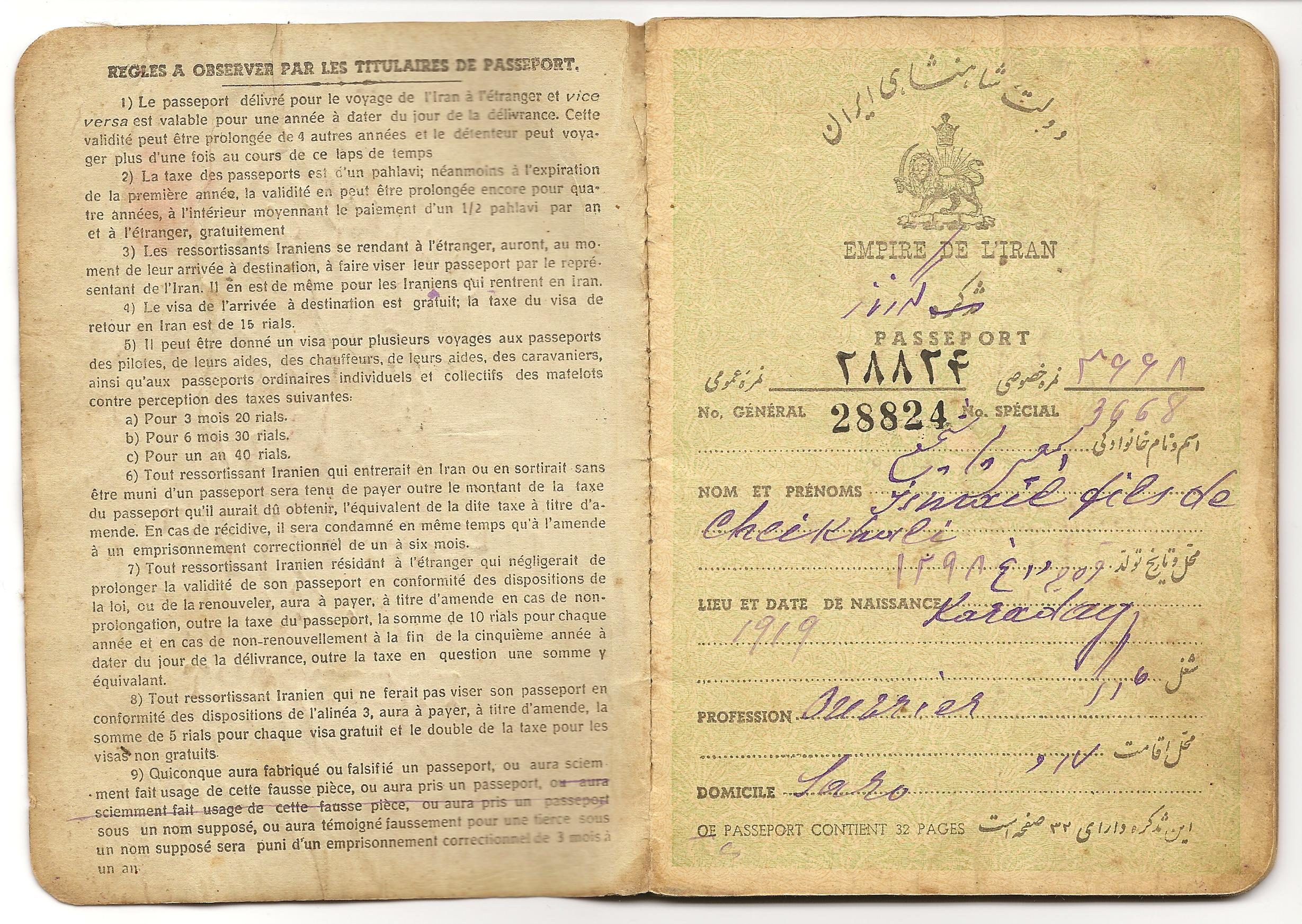
Reisepass des persischen Kaiserreichs

In vorkonstitutioneller, feudaler Zeit war der gesellschaftliche Status eines Untertanen wichtig. Das Recht basierte auf der Scharia und Dekreten des Herrschers.
Erstmals regelte man Fragen, wer wessen Untertan sei durch einen internationalen Vertrag 1746 als Nader Schah und der osmanische Sultan Mahmud I. sich einigten entflohene Untertanen dem jeweils anderen wieder auszuliefern. Hierin findet man zum ersten Mal den Begriff Tābiʿīyat [تیعبات], der „Staatsangehörigkeit“ im juristischen Sinne beschreibt. Untertanen mit vollen Rechten konnten nur Moslems sein. Ungläubige Fremde, die sich über ein Jahr im Lande aufhielten mussten eine spezielle Kopfsteuer entrichten.
Die Grenzen zu Russland im Südkaukasus klärte der Friede von Turkmantschai sowie ein 1844 in Teheran geschlossenes Abkommen, das Reisepässe und -genehmigungen erforderlich machte.
Ein Passwesen wurde vom Großwesir Amir Kabir 1850 eingeführt. Eine genauere Verordnung erließ man 1882, wobei das Recht der Ausstellung an einen Unternehmer verpachtet wurde. Der Ausweis war der einzige Nachweis der Staatsangehörigkeit, obwohl dessen Erteilung eigentlich nur von der Gebührenzahlung abhängig war. Erst um 1900 begann z. B. durch Bürgen die Identität des Antragstellers sicherzustellen.
Seit 1901 verlangte man von Persern, die die Grenze überqueren wollten den Staatsangehörigkeitsausweis Tazkira, bei dem es sich um keinen Reisepass handelte, den brauchte man zusätzlich für den Grenzübertritt. Für die Ausstellung zuständig war das Außenministerium, das dafür Außenstellen einrichtete. Gültigkeit war ein Jahr, aber verlängerbar.
Diese Regel wurde in spätere Staatsangehörigkeitsgesetze übernommen.
Ab 1870 gab es Querelen mit den Briten, die nach dem bei ihnen üblichen Geburtsortsprinzip, die zahlreichen in Britisch-Indien geborenen Kinder persischer Zuwanderer als „British subject“ betrachteten und die in den Kapitulationen gewährten Privilegien (wie Konsulargerichtsbarkeit) einforderten, wohingegen die Perser sie als Inländer betrachteten.
1875 einigte man sich mit dem osmanischen Reich, das 1869 ein Staatsangehörigkeitsgesetz erlassen hatte und dabei, was in den Grenzprovinzen (heute Irak) von Bedeutung war, Eheschließungen osmanischer Frauen mit Persern verboten hatte. Mit der Anerkennung des nun unabhängigen Iraks ergaben sich 1929 wieder Probleme nach der Grenzziehung.
Nāser ad-Din Schāh bestimmte 1890, dass alle persischen Frauen, die durch Ausländerheirat ihre Staatsangehörigkeit gewechselt hatten, diese nach Eheende zurückerhalten sollten.
Staatsangehörigkeitsausweise
Seit 1918 gibt es das Ausweispapier Shenasnameh (persisch شناسنامه, ‚Geburtsurkunde/Personenstandsnachweis/Wahlberechtigungsausweis‘) das allen Bürgern (tabaʿa) bei der Eintragung der Geburt beim zentralen Standesamt (سازمان ملی ثبت احوال ایران) ausgestellt wird und dessen Besitz für jedermann seit 1925 vorgeschrieben ist. 2015/16 werden neue, nun ausgedruckte, computerisierte Shenasnameh ausgestellt.

### Staatsangehörigkeitsverordnung 1894
Der Erwerb und Verlust der Staatsangehörigkeit wurde zuerst 8. August 1894 durch eine Verordnung des Schahs geregelt.
Im Abschnitt wer anspruchsberechtigt wäre, das letzte Wort hatte der Schah, findet sich die Formulierung, dass jeder in Persien Geborene dessen Bürger sei sofern er eine Ausländereigenschaft nicht nachweisen konnte sowie dass hier geborene Ausländerkinder mit Erreichen der Volljährigkeit die Staatsbürgerschaft verlangen konnten.
Auch Ausländer, die im Lande gelebt, aber unrichtigerweise behauptet hatten Perser zu sein, konnten sich dann später nicht mehr auf ihre Ausländereigenschaft berufen.
Einbürgerungskandidaten hatten ihre Volljährigkeit und Unbescholtenheit nachzuweisen. Sie mussten seit fünf Jahren im Lande leben, wobei die Freist verkürzt werden konnte. Ehemalige Perser oder deren Kinder wurden ohne Wartezeit wieder eingebürgert. Dies galt ebenso für Frauen, die Ausländer geheiratet hatten nach Eheende. Ausländerfrauen durften keine eigenen Anträge stellen, sondern wurden mit ihren Männer eingebürgert.
Ein im Ausland lebender Perser, der vor Annahme einer fremden Staatsbürgerschaft die persische ablegen wollte, hatte nachzuweisen, dass er nicht desertiert war, kein Strafverfahren anhängig und er im Lande schuldenfrei war, widrigenfalls die vom Herrscher gewährte Entlassung ungültig würde.
Die Möglichkeit spezielle (abweichende) Auswanderungsabkommen zu schließen, war ausdrücklich vorgesehen.

### Staatsangehörigkeitsgesetz 1929
Das Staatsangehörigkeitsgesetz (Qānūn Tābiʿīyat) vom 7. September 1929 wurde zum 11. September in Kraft gesetzt und am 21. Oktober 1930 durch einen Nachtrag ergänzt, der einige Optionsregeln klarer fasste. Volljährig im Staatsangehörigkeitssachen war man mit 18 Jahren.
Als Perser galten alle Kinder eines persischen Vaters, unabhängig vom Geburtsort. Alle Bewohner des Landes, deren Ausländereigenschaft nicht klar war, wurden ebenfalls als Bürger betrachtet. Dies galt auch für Findelkinder. Sie verfügen über originäre Staatsangehörigkeit (ab Geburt), tābeʿīyat-e aṣlī.
Kinder eines ausländischen Vaters wurden ab Geburt Perser, wenn ihr Vater oder ihre Mutter schon im Lande geboren waren („Doppeltes ius soli“). Weiterhin in Persien geborene Kinder eines ausländischen Vaters, wenn sie ab dem 18. Geburtstag ihren Wohnsitz (wieder) hier nahmen. Beiden Gruppen stand jedoch die Optionsmöglichkeit zu (bei Volljährigkeit) sich für die Staatsbürgerschaft ihres ausländischen Vaters auszusprechen.
Durch Hochzeit automatisch eingebürgert wurden Frauen, die einen Perser heirateten (tābeʿīyat-e tabaʿī).
Für Ausländer heiratende Frauen galt ansonsten das Prinzip der Gegenseitigkeit. Wechselte nach jeweiligem ausländischem Recht ein Ehepartner (d. h. damals i. d. R. die Frau) die Staatsbürgerschaft wegen Heirat automatisch, so galt das auch für Perserinnen, die ansonsten aber durch Eheschließung mit einem Fremden ihre persische Staatsbürgerschaft behielten.
Gleichzeitig ist aber einer Muslima die Heirat mit einem Ungläubigen verboten, sofern dieser nicht konvertiert.
Nach Eheende konnte die Frau, sofern sie nach vorstehenden Regel die Staatsbürgerschaft gewechselt hatte durch einfache an das Außenministerium gesandte Erklärung ihre persische zurückerhalten. Dies allerdings nicht bei Witwen solange die Kinder aus dieser Ehe noch nicht volljährig waren.
Einbürgerung
Die Einbürgerung konnte nach fünfjährigem, nicht notwendigerweise kontinuierlichem, Daueraufenthalt beantragt werden. Sie schloss Ehefrau und am Datum der Antragstellung minderjährige Kinder mit ein. Der Dienstweg ging vom Gouverneur (der Provinz) an das Außenministerium unter Beifügung von Ausweisen und Führungszeugnis. Voraussetzungen waren Volljährigkeit und keine Verurteilung wegen schweren Verbrechen oder Desertation. Formal genehmigte der Ministerrat jede Einbürgerung. Danach wurde eine entsprechende Urkunde über die erworbene Staatsangehörigkeit (tābeʿīyat-e ektesābī) ausgefertigt. Stellte sich innerhalb fünf Jahren heraus, dass doch eine Verurteilung oder Desertion vorgelegen hatte, konnte die Einbürgerung durch Ministerratsbeschluss widerrufen werden.
Verdiente Personen konnten ohne Vorbedingung eingebürgert werden. Ggf. erließ man ein Sondergesetz.
Eingebürgerte blieben vom diplomatischen Dienst dauerhaft oder von Mitgliedschaft in gesetzgebenden Körperschaften für zehn Jahre ausgeschlossen. Ließ sich ein Mann nach Persien einbürgern, was normalerweise Frau und minderjährige Kinder mit einschloss, so konnten diese innerhalb eines Jahres durch einfache an das Außenministerium gesandte Erklärung ihre ursprüngliche Staatsangehörigkeit wiedererlangen, wenn sie eine entsprechende zustimmende Bescheinigung des Heimatlandes beibrachten.
Aufgabe
Gab ein volljähriger persischer Mann mit Genehmigung des Ministerrats seine Staatsbürgerschaft auf, so betraf das Frau und Kinder nur, falls der Ministerrat zustimmte. Wer aus der persischen Staatsangehörigkeit ausschied, hatte Grundbesitz, der über das Ausländern gestattete Maß hinausging, innerhalb eines Jahres an Inländer zu verkaufen. War ein Perser so ausgeschieden, so konnten er oder seine Kinder durch Erklärung die Wiederaufnahme verlangen.
Wer ohne die vorherige Genehmigung eine fremde Staatsbürgerschaft annahm, galt weiter als Perser. Sein Grundeigentum wurde unter Zwangsverwaltung gestellt und vom örtlichen Staatsanwalt baldigst verkauft.

### Zivilgesetzbuch seit 1934
Als der zweite Band des Zivilgesetzbuchs 1934 in Kraft gesetzt wurde, nahm man die bisherigen Regeln zur Staatsangehörigkeit dort mit auf. Dies gilt bis heute. Sie wurden im Lauf der Jahrzehnte inhaltlich kaum verändert. Art. 42 der republikanischen Verfassung sieht ausdrücklich vor, dass Ausländer eine Einbürgerung beantragen dürfen.
Ausländische Frauen, die einen Iraner heiraten, werden dadurch immer noch automatisch eingebürgert. Bei Ausheirat gilt dies nur noch, wenn das Heimatrecht des ausländischen Mannes dies vorsieht. Ansonsten behält eine Iranerin ihre Staatsbürgerschaft.
Die Liste der Ämter, die Eingebürgerte nicht ausüben dürfen wurde der neuen Gesellschaftsordnung angepasst und erweitert. Die Widerrufsgründe wurden aufgehoben. Die Einschränkungen hinsichtlich Grundbesitz gelten nun auch ausdrücklich für zurückoptierende Witwen und Geschiedene.
1982 wurde die Möglichkeiten der Einbürgerungen ohne Frist für verdiente Persönlichkeiten erweitert: Sie gelten nun für Personen, die sich um das Land oder dessen öffentliches Interesse verdient gemacht haben oder die Experten bzw. Wissenschaftler sind. Dazu Ausländer die iranische Ehefrauen (ʿeyāl) und Kinder mit diesen haben.
Um die iranische Staatsangehörigkeit aufgeben zu dürfen, erfordert dies heute, zusätzlich zum erwähnten, noch abgeleisteten Wehrdienst sowie ein Mindestalter von 25. Der Aufgebende hat weiterhin innerhalb von drei Monaten das Land zu verlassen (auf Antrag verlängerbar auf ein Jahr) oder wird abgeschoben.
Der Ministerrat kann genehmigen, dass Kinder unter 25 einer nicht verheirateten Iranerin, die die Staatsangehörigkeit aufgibt dies mit ihr tun. Sind die Kinder unter 18 aber nur, wenn ihre Sorge nicht an den Vater oder Großvater übergeben werden kann.
Die erwähnten Entlassungserlaubnisse werden oft nicht erteilt. Verheiratete Frauen erhalten sie prinzipiell nur über ihren Ehemann. Hinzu kommt erschwerend die Vorschrift, dass alle Iraner, die seit 1901/02 (1280 AH) ungenehmigt eine fremde Staatsbürgerschaft angenommen und deren Nachfahren weiterhin als Iraner gelten. Sie können allenfalls eine Sondererlaubnis zum Aufenthalt im Lande beantragen. Grundbesitz ist wie gehabt an Inländer zu veräußern.
Gebühren und Dienstanweisungen werden auf dem Verordnungswege mit Zustimmung des Ministerrats erlassen.
Es gibt keine Vorschrift gegen doppelte Staatsangehörigkeit. Solange sie im Lande sind gelten Doppelstaatler ausschließlich als Iraner und sind dann eventuell wehrpflichtig oder unterliegen dem muslimischen Familienrecht.

### Multilaterale Abkommen
Iran hat beide Protokolle der Abkommen über die Rechtsstellung der Flüchtlinge ratifiziert, aber hat die UN-Konvention zur Beseitigung jeder Form von Diskriminierung der Frau nicht gezeichnet.

## Sonderfälle

### Afghanische Flüchtlinge
Seit Beginn der Besetzungen Afghanistans durch fremde Mächte, die von 1979 bis 2021 dauerten, flohen Afghanen in die Islamische Republik Iran. Ihre Zahl stieg bis 1991 auf drei Millionen an. Demographisch erfasst wurden sie erst von 2001 bis 2003, es waren 2008 noch gut eine Million im Lande. In diesem Zeitraum hatte es rund 40.000 Eheschließungen zwischen afghanischen Männern und iranischen Frauen gegeben. Davon waren, Stand 2006, fast 27.000 Heiraten nicht standesamtlich angemeldet. Aus diesen Beziehungen gingen geschätzt einhunderttausend Kinder hervor, welche die iranische Nationalität ihrer Mutter vor 2006 nicht erben konnten. Man bezeichnet diesen Personenkreis als „von unbestimmter Identität“ (maškuk al-howiya), da sie keine Personenstandsurkunden (Shenasnameh) erhalten konnten und ihnen somit auch Zugang zu Schulen und regulärer Arbeit unmöglich war. Zugang zur gesetzlichen Krankenversicherung haben gemeldete Flüchtlinge seit 2016.
Eine Gesetzesänderung erlaubte seit 2006 Kindern iranischer Mütter, die in Iran geboren sind, nach Erreichen der Volljährigkeit die iranische Staatsangehörigkeit zu beantragen, sofern die Ehe der Eltern amtlich angemeldet ist. Seit 2020 wird die Staatsangehörigkeit auch über die Mutter weitervererbt, falls der Vater Ausländer ist. Die Antragserfordernis für Volljährige bleibt.
Bereits seit 2019 können staatenlose Kinder, d. h. solche die diesen Status über ihren Vater ererbt hatten, auf Antrag der iranischen Mutter, oder nach Volljährigkeit selbst, iranische Bürger werden. Dies gilt auch bei Auslandsgeburt. Es wurde 2017 geschätzt, dass gut 50.000 Betroffene hiervon profitieren könnten.

### Faili-Kurden
Die Faili-Kurden lebten traditionell in der Region des Zagros-Gebirges, das zwischen Persien und dem osmanischen Reich (später Irak) geteilt wurde. Viele im Irak lebende Kurden hatten aus historischen Gründen die iranische Staatsangehörigkeit, 1979/80 sollten sie sich innerhalb sechs Monaten um die irakische bemühen. Während des Ersten Golfkriegs wurden bis zu 300.000 Kurden vertrieben bzw. deportiert. In Iran wurden sie nur als Flüchtlinge gesehen und registriert, sofern sie nicht iranische Abstammung in der männlichen Linie nachweisen konnten. Ab 2002 gab es auch für sie die ein Jahr gültigen Amayesh-Karten (Flüchtlingsausweise). Die Zahl der effektiv Staatenlosen schätzte man 2008 auf rund 7000. 2011 hielten 5719 die Ausweise. Seit 2014 ist das Zentralstandesamt der grenznahen Provinz Ilam spezialisiert auf kurdische Vorfahren, großzügiger geworden mit der Erteilung der Shenasnameh.

### Investoren
Im Sommer 2022 plante man den Staatsbürgerschaftserwerb für wirtschaftliche Aktivitäten im Lande zu erleichtern. Dabei sollen vom Außenministerium im Lande lebende ausländische „Talente“ gezielt angeworben werden. Dies zielt vor allem auf Afghanen. Gesetzliche Regelungen für Investoren, um Langzeit-Aufenthaltserlaubnisse zu kaufen gibt es schon seit Juni 2019, sie wurden Mai 2021 geändert.